# Odranci
Odranci (Hongaars: Adorjánháza) is sinds 1994 een zelfstandige gemeente in de Sloveense regio Prekmurje. Odranci wordt voor het eerst vermeld in 1322. Odranci was eeuwenlang een leen van de heren van Lenti en behoorde tot de Hongaarse kroon. Vanaf 1898 voerde de Hongaarse regering van premier Dezső Bánffy een planmatige magyarisering van de bevolking. Odranci viel onder het comitaat Zala. Aan het eind van de Eerste Wereldoorlog werd beslist (Verdrag van Trianon) dat Odranci en de regio Prekmurje deel gingen uitmaken van Joegoslavië. Na de aanval op Joegoslavië in april 1941 geraakte Odranci (en heel Prekmurje) onder Hongaarse bezetting. Op 6 december 1941 besloot het Hongaarse parlement de regio in te lijven bij Hongarije. Sinds het einde van de oorlog is Odranci Sloveens.
De bewoners van Odranci vielen voor het kerkelijk leven vanaf de 11e eeuw tot 17 februari 1777 onder de jurisdictie van het bisdom Zagreb. Na de stichting van een nieuw bisdom in Szombathely (1777) viel Prekmurje met Odranci onder het Hongaarstalige episcopaat. Deze situatie zou duren tot 1 december 1923, waarna het onder de bisschop van Maribor in Stiermarken viel. Sinds 1961 is Odranci een zelfstandige parochie.

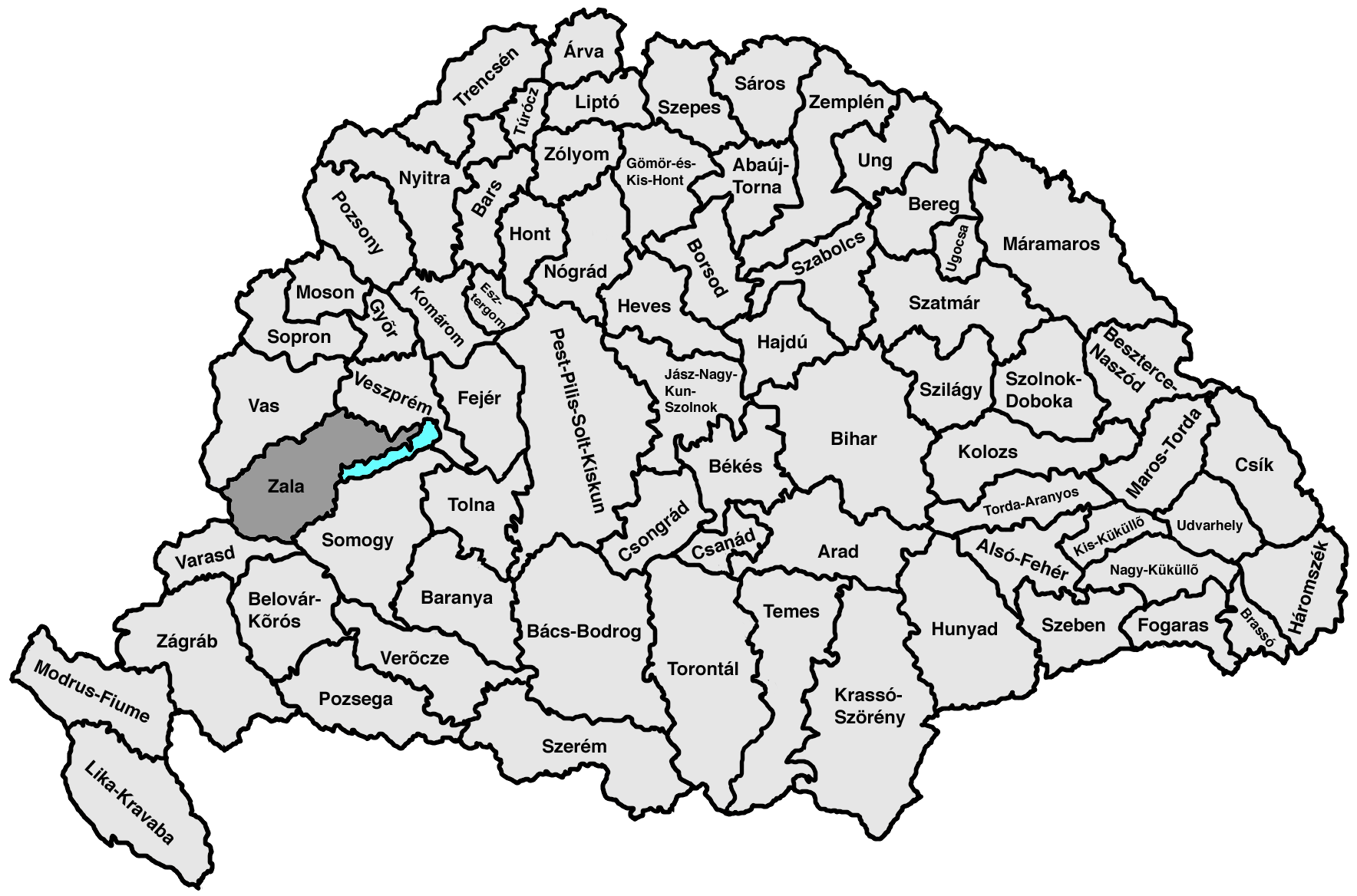
het comitaat Zala in het koninkrijk Hongarije (1910), waarvan Odranci deel uitmaakte

Apače · Beltinci · Cankova · Črenšovci · Dobrovnik · Gornja Radgona · Gornji Petrovci · Grad · Hodoš · Kobilje · Križevci · Kuzma · Lendava · Ljutomer · Moravske Toplice · Murska Sobota · Odranci · Puconci · Radenci · Razkrižje · Rogašovci · Šalovci · Sveti Jurij · Tišina · Turnišče · Velika Polana · Veržej
1. ↑  Prebivalstvo - izbrani kazalniki, naselja, Slovenija, letno. Statistični urad Republike Slovenije. Geraadpleegd op 28 april 2021.